# Pachnobia okakensis
Pachnobia okakensis är en fjärilsart som beskrevs av Alpheus Spring Packard 1867. Pachnobia okakensis ingår i släktet Pachnobia och familjen nattflyn. Inga underarter finns listade i Catalogue of Life.